# Miniature Inverted-repeat Transposable Element
Ein Miniature Inverted-repeat Transposable Element (MITE, dt. ‚miniatur-transposables Element mit wiederholenden Endsequenzen‘) ist ein transponibles DNA-Element mit Inverted Repeats.

## Eigenschaften
MITE sind als transponible Elemente eine Form eigennütziger DNA und kommen in Archaeen, Bakterien, Pflanzen und Tieren vor. MITE sind nicht autonom replizierend, da sie vermutlich auf die Nutzung einer Transposase aus anderen verwandten Transposons angewiesen sind. An beiden Enden der meist unter 500 Basenpaaren langen doppelsträngigen DNA-Sequenz eines MITE befinden sich wiederholende Endsequenzen (inverted repeats), die ursprünglich die Einfügung des MITE an dieser Stelle des Genoms ermöglicht hatten und die Rekombination des MITE mit anderen genomischen Bereichen ermöglicht. MITE kommen gehäuft in entfalteten, transkriptionsaktiven Bereichen vor.
MITE werden anhand ihrer Homologie zu Transposons in verschiedene Familien unterteilt: PIF/Harbinger, Tc1/mariner, PiggyBac, hAT, P element und Mutator.